# Полонені
«Полоне́ні» (фр. Les Prisonniers) — новела французького письменника Гі де Мопассана, видана в 1884 році. Сюжет твору розповідає про вигаданий епізод Французько-прусскої війни. Новела одночасно вихваляє патріотизм французів, їхню кмітливість, проявлену під час війни, і висміює удаваний героїзм фальшивих «звитяжців», які трапляються на будь-якій арені воєнних дій.

## Історія
Вперше ця новела побачила світ у газеті «Gil Blas» 30 грудня 1884 року. У 1886 році вона увійшла до збірки «Туан». Український переклад твору належить перу Єлизавети Старинкевич. В її перекладі новелу друкували у видавництві «Дніпро» двічі: у восьмитомному зібранні творів Гі де Мопассана (1969—1972) і двотомному виданні вибраних творів письменника (1990).

## Сюжет
Жителі містечка Ретель чинять опір під час Французько-прусської війни і опиняються в облозі. Одинока хижа лісника Нікола Пішона в Авелінському лісі перетворюється на пост розвідки. Сам лісник щовечора навідується до містечка з доповіддю про денні спостереження, а його дочка й онука залишаються на господарстві. Цього вечора жінкам не пощастило: до їхньої домівки завернув невеликий загін пруссаків. Без захисту чоловіка, вони вирішили не опиратися і з удаваною гостинністю прийняли змерзлих подорожніх у дім. Після ситної вечері німці вляглися спати. По деякім часі в домі пролунали гучні постріли. Жінки сповістили, що це велика валка французів і запропонували німцям сховатися у льоху. З огляду на приязне ставлення жінок, пруссаки скористалися їхньою схованкою і опинилися зачиненими в пастці.
Лісник, знайшовши в будинку заблокованих ворогів, знов вимушений повернутись до міста по допомогу. Вдруге він надходить зі справжнім загоном французьких вояків, але німці, усвідомлюючи наскільки змінилася ситуація, вже не бажають виходити з льоху, а навпаки, зачиняються у ньому. Французи провокують їх доти, доки булочник-ополченець не отримує легке поранення. Тоді німців примушують до капітуляції, затоплюючи льох водою. Очільник французького загону отримує орден за взяття ворогів у полон, булочника нагороджують медаллю за поранення в бою з ворогом.

## Аналіз твору
Творча спадщина Гі де Мопассана налічує багато новел, присвячених Французько-прусській війні: «Два приятелі», «Дядько Мілон», «Мадемуазель Фіфі», «Пригода Вальтера Шнафса», «Тітка Соваж» тощо. В цьому шерезі «Полонені» займають особливе місце. З одного боку, сюжет цього твору дуже нагадує новелу «Тітка Соваж». В ній головна героїня також жінка, чий син воює на фронті (у «Полонених» на фронт пішов син лісника), а сама вона живе самотньо в лісі; в обох новелах героїні вирішують помститися німцям і виходять переможницями; схожим виявляється і спосіб розправи (в «Полонених» німців ледь не топлять у льоху, в «Тітці Соваж» — спалюють живцем на горищі). З іншого боку, сюжет «Полонених» менш кривавий. В ньому не тільки месниці уникають страти, а й самі вороги загибелі. Цим новела «Полонені» наближається до гумористичного твору «Пригода Вальтера Шнафса», в якому автор наче симпатизує обом сторонам воєнного конфлікту. Ця схожість підкреслена й іронічним закінченням оповіді, де «звитяжці» отримують незаслужені нагороди за надуманий героїзм, за яким насправді ховається військова недисциплінованість.